# Гавлок (Північна Кароліна)
Гавлок (англ. Havelock) — місто (англ. city) в США, в окрузі Крейвен штату Північна Кароліна. Населення — 16 621 особа (2020).

## Географія
Гавлок розташований за координатами 34°54′32″ пн. ш. 76°53′58″ зх. д. / 34.90889° пн. ш. 76.89944° зх. д. (34.908889, -76.899480).  За даними Бюро перепису населення США в 2010 році місто мало площу 45,72 км², з яких 43,64 км² — суходіл та 2,08 км² — водойми.

## Демографія
Згідно з переписом 2010 року, у місті мешкало 20 735 осіб у 6409 домогосподарствах у складі 5073 родин. Густота населення становила 454 особи/км².  Було 6810 помешкань (149/км²).
Расовий склад населення:
| - 70,0 % — білих - 17,4 % — чорних або афроамериканців - 2,9 % — азіатів - 0,7 % — корінних американців - 0,3 % — вихідців з тихоокеанських островів - 4,0 % — осіб інших рас |

До двох чи більше рас належало 4,7 %. Частка іспаномовних становила 11,6 % від усіх жителів.
За віковим діапазоном населення розподілялося таким чином: 27,0 % — особи молодші 18 років, 68,8 % — особи у віці 18—64 років, 4,2 % — особи у віці 65 років та старші. Медіана віку мешканця становила 23,5 року. На 100 осіб жіночої статі у місті припадало 121,4 чоловіків;  на 100 жінок у віці від 18 років та старших — 130,3 чоловіків також старших 18 років.
Середній дохід на одне домашнє господарство  становив 54 503 долари США (медіана — 47 208), а середній дохід на одну сім'ю — 55 492 долари (медіана — 44 309). Медіана доходів становила 28 356 доларів для чоловіків та 27 452 долари для жінок. За межею бідності перебувало 13,6 % осіб, у тому числі 21,2 % дітей у віці до 18 років та 2,0 % осіб у віці 65 років та старших.
Цивільне працевлаштоване населення становило 6519 осіб. Основні галузі зайнятості: мистецтво, розваги та відпочинок — 21,8 %, публічна адміністрація — 18,1 %, освіта, охорона здоров'я та соціальна допомога — 17,4 %.